# دهستان شیروان غربی
دهستان شیروان غربی، یکی از دهستان‌های بخش شیروان شهرستان بروجرد در استان لرستان ایران است.

## جمعیت
براساس سرشماری عمومی نفوس و مسکن در سال ۱۳۹۵، جمعیت دهستان شیروان غربی برابر با 23,053‬ نفر بوده‌است.